# Palacios
Palacios é uma cidade localizada no estado norte-americano de Texas, no Condado de Matagorda.

## Demografia
Segundo o censo norte-americano de 2000, a sua população era de 5153 habitantes.
Em 2006, foi estimada uma população de 5160, um aumento de 7 (0.1%).

## Geografia
De acordo com o United States Census Bureau tem uma área de
13,7 km², dos quais 13,1 km² cobertos por terra e 0,6 km² cobertos por água.

## Localidades na vizinhança
O diagrama seguinte representa as localidades num raio de 36 km ao redor de Palacios.